# Memecylon rhinophyllum
Memecylon rhinophyllum är en tvåhjärtbladig växtart som beskrevs av George Henry Kendrick Thwaites. Memecylon rhinophyllum ingår i släktet Memecylon och familjen Melastomataceae. IUCN kategoriserar arten globalt som akut hotad. Inga underarter finns listade i Catalogue of Life.